# Coppa Davis 2002
La Coppa Davis 2002 è stata la 91ª edizione del più importante torneo fra squadre nazionali di tennis maschile. Sedici squadre hanno preso parte al Gruppo Mondiale, 130 in totale. La Russia vinse la finale contro la Francia nel Palais Omnisports de Paris-Bercy di Parigi in Francia.

## Gruppo Mondiale
| Squadre partecipanti | Squadre partecipanti | Squadre partecipanti | Squadre partecipanti |
| Argentina            | Australia            | Brasile              | Croazia              |
| Rep. Ceca            | Francia              | Germania             | Regno Unito          |
| Marocco              | Paesi Bassi          | Russia               | Slovacchia           |
| Spagna               | Svezia               | Svizzera             | Stati Uniti          |
| -------------------- | -------------------- | -------------------- | -------------------- |

### Tabellone
|  | Primo turno 8-10 febbraio                   | Primo turno 8-10 febbraio       | Primo turno 8-10 febbraio       |                                 |             | Quarti di finale 5-7 aprile | Quarti di finale 5-7 aprile      | Quarti di finale 5-7 aprile |  |   | Semifinali 20-22 settembre | Semifinali 20-22 settembre     | Semifinali 20-22 settembre |   |  | Finale 29 novembre - 1º dicembre | Finale 29 novembre - 1º dicembre | Finale 29 novembre - 1º dicembre |
|  |                                             |                                 |                                 |                                 |             |                             |                                  |                             |  |   |                            |                                |                            |   |  |                                  |                                  |                                  |
|  | Metz, Francia (Terra indoor)                |                                 |                                 |                                 |             |                             |                                  |                             |  |   |                            |                                |                            |   |  |                                  |                                  |                                  |
|  | S                                           | Francia                         | 3                               |                                 |             |                             |                                  |                             |  |   |                            |                                |                            |   |  |                                  |                                  |                                  |
|  | S                                           | Francia                         | 3                               | Pau, Francia (Sintetico indoor) |             |                             |                                  |                             |  |   |                            |                                |                            |   |  |                                  |                                  |                                  |
|  |                                             | Paesi Bassi                     | 2                               |                                 |             |                             |                                  |                             |  |   |                            |                                |                            |   |  |                                  |                                  |                                  |
|  |                                             | Paesi Bassi                     | 2                               | S                               | Francia     | 3                           |                                  |                             |  |   |                            |                                |                            |   |  |                                  |                                  |                                  |
|  | Ostrava, Repubblica Ceca (Sintetico indoor) |                                 |                                 | S                               | Francia     | 3                           |                                  |                             |  |   |                            |                                |                            |   |  |                                  |                                  |                                  |
|  |                                             |                                 | Rep. Ceca                       | 1                               |             |                             |                                  |                             |  |   |                            |                                |                            |   |  |                                  |                                  |                                  |
|  |                                             | Rep. Ceca                       | Rep. Ceca                       | 1                               | 4           |                             |                                  |                             |  |   |                            |                                |                            |   |  |                                  |                                  |                                  |
|  |                                             | Rep. Ceca                       |                                 |                                 | 4           |                             | Parigi, Francia (Terra)          |                             |  |   |                            |                                |                            |   |  |                                  |                                  |                                  |
|  | S                                           | Brasile                         | 1                               |                                 |             |                             |                                  |                             |  |   |                            |                                |                            |   |  |                                  |                                  |                                  |
|  | S                                           | Brasile                         | 1                               |                                 |             |                             |                                  |                             |  | S | Francia                    | 3                              |                            |   |  |                                  |                                  |                                  |
|  | Saragozza, Spagna (Terra indoor)            |                                 |                                 |                                 |             |                             |                                  |                             |  | S | Francia                    | 3                              |                            |   |  |                                  |                                  |                                  |
|  |                                             | S                               | Stati Uniti                     | 2                               |             |                             |                                  |                             |  |   |                            |                                |                            |   |  |                                  |                                  |                                  |
|  | S                                           | S                               | Stati Uniti                     | 2                               | Spagna      | 3                           |                                  |                             |  |   |                            |                                |                            |   |  |                                  |                                  |                                  |
|  | S                                           | Houston, TX, Stati Uniti (erba) |                                 |                                 | Spagna      | 3                           |                                  |                             |  |   |                            |                                |                            |   |  |                                  |                                  |                                  |
|  |                                             | Marocco                         | 2                               |                                 |             |                             |                                  |                             |  |   |                            |                                |                            |   |  |                                  |                                  |                                  |
|  |                                             | Marocco                         | 2                               | S                               | Spagna      | 1                           |                                  |                             |  |   |                            |                                |                            |   |  |                                  |                                  |                                  |
|  | Oklahoma City, Stati Uniti (Cemento indoor) |                                 |                                 | S                               | Spagna      | 1                           |                                  |                             |  |   |                            |                                |                            |   |  |                                  |                                  |                                  |
|  |                                             | S                               | Stati Uniti                     | 3                               |             |                             |                                  |                             |  |   |                            |                                |                            |   |  |                                  |                                  |                                  |
|  | S                                           | S                               | Stati Uniti                     | 3                               | Stati Uniti | 5                           |                                  |                             |  |   |                            |                                |                            |   |  |                                  |                                  |                                  |
|  | S                                           |                                 |                                 |                                 | Stati Uniti | 5                           |                                  |                             |  |   |                            | Parigi, Francia (Terra indoor) |                            |   |  |                                  |                                  |                                  |
|  |                                             | Slovacchia                      | 0                               |                                 |             |                             |                                  |                             |  |   |                            |                                |                            |   |  |                                  |                                  |                                  |
|  |                                             |                                 |                                 |                                 |             |                             |                                  |                             |  |   |                            | S                              | Francia                    | 2 |  |                                  |                                  |                                  |
|  | Mosca, Russia (Terra indoor)                |                                 |                                 |                                 |             |                             |                                  |                             |  |   |                            | S                              | Francia                    | 2 |  |                                  |                                  |                                  |
|  |                                             | S                               | Russia                          | 3                               |             |                             |                                  |                             |  |   |                            |                                |                            |   |  |                                  |                                  |                                  |
|  |                                             | S                               | Russia                          | 3                               | Svizzera    | 2                           |                                  |                             |  |   |                            |                                |                            |   |  |                                  |                                  |                                  |
|  |                                             | Mosca, Russia (Terra indoor)    |                                 |                                 | Svizzera    | 2                           |                                  |                             |  |   |                            |                                |                            |   |  |                                  |                                  |                                  |
|  | S                                           | Russia                          | 3                               |                                 |             |                             |                                  |                             |  |   |                            |                                |                            |   |  |                                  |                                  |                                  |
|  | S                                           | Russia                          | 3                               |                                 | S           | Russia                      | 4                                |                             |  |   |                            |                                |                            |   |  |                                  |                                  |                                  |
|  | Birmingham, Inghilterra (Sintetico indoor)  |                                 |                                 |                                 | S           | Russia                      | 4                                |                             |  |   |                            |                                |                            |   |  |                                  |                                  |                                  |
|  |                                             | S                               | Svezia                          | 1                               |             |                             |                                  |                             |  |   |                            |                                |                            |   |  |                                  |                                  |                                  |
|  |                                             | S                               | Svezia                          | 1                               | Regno Unito | 2                           |                                  |                             |  |   |                            |                                |                            |   |  |                                  |                                  |                                  |
|  |                                             |                                 |                                 |                                 | Regno Unito | 2                           | Mosca, Russia (Sintetico indoor) |                             |  |   |                            |                                |                            |   |  |                                  |                                  |                                  |
|  | S                                           | Svezia                          | 3                               |                                 |             |                             |                                  |                             |  |   |                            |                                |                            |   |  |                                  |                                  |                                  |
|  | S                                           | Svezia                          | 3                               |                                 |             |                             |                                  |                             |  | S | Russia                     | 3                              |                            |   |  |                                  |                                  |                                  |
|  | Zagabria, Croazia (Sintetico indoor)        |                                 |                                 |                                 |             |                             |                                  |                             |  | S | Russia                     | 3                              |                            |   |  |                                  |                                  |                                  |
|  |                                             |                                 | Argentina                       | 2                               |             |                             |                                  |                             |  |   |                            |                                |                            |   |  |                                  |                                  |                                  |
|  |                                             | Croazia                         | Argentina                       | 2                               | 4           |                             |                                  |                             |  |   |                            |                                |                            |   |  |                                  |                                  |                                  |
|  |                                             | Croazia                         | Buenos Aires, Argentina (Terra) |                                 | 4           |                             |                                  |                             |  |   |                            |                                |                            |   |  |                                  |                                  |                                  |
|  | S                                           | Germania                        | 1                               |                                 |             |                             |                                  |                             |  |   |                            |                                |                            |   |  |                                  |                                  |                                  |
|  | S                                           | Germania                        | 1                               |                                 |             | Croazia                     | 2                                |                             |  |   |                            |                                |                            |   |  |                                  |                                  |                                  |
|  | Buenos Aires, Argentina (Terra)             |                                 |                                 |                                 |             | Croazia                     | 2                                |                             |  |   |                            |                                |                            |   |  |                                  |                                  |                                  |
|  |                                             |                                 | Argentina                       | 3                               |             |                             |                                  |                             |  |   |                            |                                |                            |   |  |                                  |                                  |                                  |
|  |                                             | Argentina                       | Argentina                       | 3                               | 5           |                             |                                  |                             |  |   |                            |                                |                            |   |  |                                  |                                  |                                  |
|  |                                             | Argentina                       |                                 |                                 | 5           |                             |                                  |                             |  |   |                            |                                |                            |   |  |                                  |                                  |                                  |
|  | S                                           | Australia                       | 0                               |                                 |             |                             |                                  |                             |  |   |                            |                                |                            |   |  |                                  |                                  |                                  |

Le perdenti del 1º turno giocano gli spareggi per rimanere nel Gruppo Mondiale contro le vincenti del gruppo I dei gruppi zonali.

### Finale
| Francia 2 | Palais Omnisports de Paris-Bercy, Parigi, Francia 29 novembre - 1º dicembre 2002 Terra (indoor) | Palais Omnisports de Paris-Bercy, Parigi, Francia 29 novembre - 1º dicembre 2002 Terra (indoor) | Russia 3 |     |       |     |     |  |
| \| \| \| \| 1 \| 2 \| 3 \| 4 \| 5 \| \| \| - \| \| ------------------------------------------------------------------ \| ---- \| --- \| ----- \| --- \| --- \| \| \| 1 \| \| Paul-Henri Mathieu Marat Safin \| 4 6 \| 6 3 \| 1 6 \| 4 6 \| \| \| \| 2 \| \| Sébastien Grosjean Evgenij Kafel'nikov \| 7 64 \| 6 3 \| 6 0 \| \| \| \| \| 3 \| \| Nicolas Escudé / Fabrice Santoro Evgenij Kafel'nikov / Marat Safin \| 6 3 \| 3 6 \| 5 7 \| 6 3 \| 6 4 \| \| \| 4 \| \| Sébastien Grosjean Marat Safin \| 3 6 \| 2 6 \| 612 7 \| \| \| \| \| 5 \| \| Paul-Henri Mathieu Michail Južnyj \| 6 3 \| 6 2 \| 3 6 \| 5 7 \| 4 6 \| \| |                                                                                                 |                                                                                                 |          |     |       |     |     |  |
| |                                                                                                 |                                                                                                 | 1        | 2   | 3     | 4   | 5   |  |
| 1 | Francia (bandiera) · Russia (bandiera)                                                          | Paul-Henri Mathieu Marat Safin                                                                  | 4 6      | 6 3 | 1 6   | 4 6 |     |  |
| 2 | Francia (bandiera) · Russia (bandiera)                                                          | Sébastien Grosjean Evgenij Kafel'nikov                                                          | 7 64     | 6 3 | 6 0   |     |     |  |
| 3 | Francia (bandiera) · Russia (bandiera)                                                          | Nicolas Escudé / Fabrice Santoro Evgenij Kafel'nikov / Marat Safin                              | 6 3      | 3 6 | 5 7   | 6 3 | 6 4 |  |
| 4 | Francia (bandiera) · Russia (bandiera)                                                          | Sébastien Grosjean Marat Safin                                                                  | 3 6      | 2 6 | 612 7 |     |     |  |
| 5 | Francia (bandiera) · Russia (bandiera)                                                          | Paul-Henri Mathieu Michail Južnyj                                                               | 6 3      | 6 2 | 3 6   | 5 7 | 4 6 |  |

## Turno di qualificazione al Gruppo Mondiale
Date: 20-22 settembre
| Impianto                                     | Squadra Ospitante | Punteggio | Squadra Ospite |
| -------------------------------------------- | ----------------- | --------- | -------------- |
| Adelaide, Australia (Cemento)                | Australia         | 5-0       | India          |
| Harare, Zimbabwe (Cemento indoor)            | Zimbabwe          | 1-4       | Belgio         |
| Rio de Janeiro, Brasile (Terra)              | Brasile           | 4-0       | Canada         |
| Karlsruhe, Germania (Cemento indoor)         | Germania          | 5-0       | Venezuela      |
| Birmingham, Gran Bretagna (Sintetico indoor) | Regno Unito       | 3-2       | Thailandia     |
| Turku, Finlandia (Sintetico indoor)          | Finlandia         | 1-4       | Paesi Bassi    |
| Prešov, Slovacchia (Sintetico indoor)        | Slovacchia        | 1-4       | Romania        |
| Casablanca, Marocco (Terra)                  | Marocco           | 2-3       | Svizzera       |

- Belgio e Romania promosse al Gruppo Mondiale della Coppa Davis 2003.
- Australia, Brasile, Germania, Gran Bretagna, Paesi Bassi e Svizzera rimangono nel Gruppo Mondiale della Coppa Davis 2003.
- Canada (AMN), Finlandia (EA), India (AO), Thailandia (AO), Venezuela (AMN) e Zimbabwe (EA) rimangono nel Gruppo I della Coppa Davis 2003.
- Slovacchia (EA) e Marocco (EA) retrocesse nel Gruppo I della Coppa Davis 2003.

## Zona Americana

### Gruppo I
Squadre partecipanti
- Bahamas
- Canada — promossa al Turno di qualificazione al Gruppo Mondiale
- Cile
- Ecuador
- Messico — retrocessa nel Gruppo II della Coppa Davis 2003
- Venezuela — promossa al Turno di qualificazione al Gruppo Mondiale

### Gruppo II
Squadre partecipanti
- Antille Olandesi
- Colombia
- Cuba
- Guatemala — retrocessa nel Gruppo III della Coppa Davis 2003
- Paraguay
- Perù — promossa al Gruppo I della Coppa Davis 2003
- Trinidad e Tobago — retrocessa nel Gruppo III della Coppa Davis 2003
- Uruguay

### Gruppo III
Squadre partecipanti
- Costa Rica — retrocessa nel Gruppo IV della Coppa Davis 2003
- El Salvador
- Giamaica
- Haiti — promossa al Gruppo II della Coppa Davis 2003
- Honduras
- Panama — retrocessa nel Gruppo IV della Coppa Davis 2003
- Porto Rico
- Rep. Dominicana — promossa al Gruppo II della Coppa Davis 2003

### Gruppo IV
Squadre partecipanti
- Barbados
- Bermuda
- Bolivia — promossa al Gruppo III della Coppa Davis 2003
- Caraibi dell'Est
- Isole Vergini Americane
- Saint Lucia — promossa al Gruppo III della Coppa Davis 2003

## Zona Asia/Oceania

### Gruppo I
Squadre partecipanti
- Corea del Sud
- Giappone
- India — promossa al Turno di qualificazione al Gruppo Mondiale
- Indonesia
- Libano — retrocessa nel Gruppo II della Coppa Davis 2003
- Nuova Zelanda
- Thailandia — promossa al Turno di qualificazione al Gruppo Mondiale
- Uzbekistan

### Gruppo II
Squadre partecipanti
- Cina
- Filippine
- Hong Kong
- Kazakistan
- Kuwait — retrocessa nel Gruppo III della Coppa Davis 2003
- Malaysia — retrocessa nel Gruppo III della Coppa Davis 2003
- Pakistan — promossa al Gruppo I della Coppa Davis 2003
- Taipei cinese

### Gruppo III
Squadre partecipanti
- Arabia Saudita — retrocessa nel Gruppo IV della Coppa Davis 2003
- Emirati Arabi Uniti
- Iran — promossa al Gruppo II della Coppa Davis 2003
- Oceania Pacifica
- Qatar
- Singapore — retrocessa nel Gruppo IV della Coppa Davis 2003
- Siria
- Tagikistan — promossa al Gruppo II della Coppa Davis 2003

### Gruppo IV
Squadre partecipanti
- Bahrein — promossa al Gruppo III della Coppa Davis 2003
- Bangladesh
- Brunei
- Giordania
- Iraq
- Kirghizistan — promossa al Gruppo III della Coppa Davis 2003
- Oman
- Sri Lanka

## Zona Europea/Africana

### Gruppo I
Squadre partecipanti
- Austria
- Belgio — promossa al Turno di qualificazione al Gruppo Mondiale
- Bielorussia
- Finlandia — promossa al Turno di qualificazione al Gruppo Mondiale
- Grecia — retrocessa nel Gruppo II della Coppa Davis 2003
- Israele
- Italia
- Portogallo — retrocessa nel Gruppo II della Coppa Davis 2003
- Romania — promossa al Turno di qualificazione al Gruppo Mondiale
- Zimbabwe — promossa al Turno di qualificazione al Gruppo Mondiale

### Gruppo II
Squadre partecipanti
- Armenia — retrocessa nel Gruppo III della Coppa Davis 2003
- Bulgaria
- Costa d'Avorio
- Danimarca
- Egitto
- Ghana
- Irlanda
- Jugoslavia
- Lettonia — retrocessa nel Gruppo III della Coppa Davis 2003
- Lussemburgo — promossa al Gruppo I della Coppa Davis 2003
- Moldavia — retrocessa nel Gruppo III della Coppa Davis 2003
- Norvegia — promossa al Gruppo I della Coppa Davis 2003
- Slovenia
- Sudafrica
- Ucraina
- Ungheria — retrocessa nel Gruppo III della Coppa Davis 2003

### Gruppo III

#### Girone I
Squadre partecipanti
- Cipro
- Estonia
- Macedonia
- Madagascar
- Mauritius — retrocessa nel Gruppo IV della Coppa Davis 2003
- Polonia — promossa al Gruppo II della Coppa Davis 2003
- Tunisia — promossa al Gruppo II della Coppa Davis 2003

#### Girone II
Squadre partecipanti
- Andorra — promossa al Gruppo II della Coppa Davis 2003
- Bosnia ed Erzegovina
- Botswana — retrocessa nel Gruppo IV della Coppa Davis 2003
- Islanda — retrocessa nel Gruppo IV della Coppa Davis 2003
- Lituania
- Monaco — promossa al Gruppo II della Coppa Davis 2003
- Namibia
- Turchia

### Gruppo IV

#### Girone A
Squadre partecipanti
- Algeria — promossa al Gruppo III della Coppa Davis 2003
- Angola — promossa al Gruppo III della Coppa Davis 2003
- Etiopia
- Gibuti
- Kenya
- Malta
- Ruanda

#### Girone B
Squadre partecipanti
- Azerbaigian — promossa al Gruppo III della Coppa Davis 2003
- Georgia — promossa al Gruppo III della Coppa Davis 2003
- Liechtenstein
- Nigeria
- San Marino
- Uganda